# 张云明
张云明（1967年10月—），男，汉族，中华人民共和国政治人物。现任中华人民共和国工业和信息化部党组成员、副部长。